# Gare de Trégonneau - Squiffiec
Gare de Trégonneau – Squiffiec – przystanek kolejowy w Squiffiec, w departamencie Côtes-d’Armor, w regionie Bretania, we Francji. Jest zarządzany przez SNCF (budynek dworca) i przez RFF (infrastruktura).
Przystanek jest obsługiwany przez pociągi TER Bretagne.

## Położenie
Znajduje się na linii Guingamp – Paimpol, na km 514,689, na wysokości 117 m n.p.m., pomiędzy stacjami Gourland i Brélidy – Plouëc.

## Linie kolejowe
- Guingamp – Paimpol